# عمو مارین میلیاردر
عمو مارینِ میلیاردر (رومانیایی: Nea Mărin miliardar) یک فیلم کمدی رومانیایی به کارگردانی سرجیو نیکلائسکو است که در سال ۱۹۷۹ منتشر شد.

## بازیگران
- آمزا پلئا
- کورنلیو گاربئا
- ژان کنستانتین
- اشتفان میهایلسکو-بریلا
- سباستیان پاپایانی
- کولئا رائوتو
- دراگا اولتانو ماتئی
- استلا پاپسکو
- اشتفان بانیکا
- رُدیکا مانداکه